# Santa Terezinha (Pernambouc)
Santa Terezinha est une municipalité brésilienne située dans l'État du Pernambouc.